# Olga Shalagina
Olga Shalagina, née en 1983, est une grimpeuse ukrainienne. 

## Palmarès

### Championnats du monde
- 2009 à Qinghai,  Chine
  -  Médaille d'argent en bloc
- 2005 à Munich,  Allemagne
  -  Médaille d'or en bloc

### Championnats d'Europe
- 2010 à Innsbruck,  Autriche
  -  Médaille de bronze en bloc
- 2006 à Birmingham,  Royaume-Uni
  -  Médaille d'argent en bloc